# Michael Beurskens
Michael Beurskens  (* 11. Mai 1977 in Krefeld) ist ein deutscher Jurist und Professor an der Universität Passau.

## Werdegang
Beurskens nahm 1995 ein Studium der Rechtswissenschaft an der Universität Düsseldorf auf, das er 1999 mit dem ersten juristischen Staatsexamen abschloss. Daneben studierte er Informatik mit Nebenfach Betriebswirtschaftslehre an der FernUniversität Hagen. Nach dem zweiten juristischen Staatsexamen im September 2003 wurde er 2004 wissenschaftlicher Mitarbeiter bei Ulrich Noack, bei dem er 2007 mit einer Untersuchung zur Haftung für enttäuschtes Aktionärsvertrauen zum Dr. iur. promoviert wurde. 2013 habilitierte er sich mit einer Arbeit zur privaten Selbsthilfe. 2015 nahm er einen Ruf an die Universität Bonn an. Zum 1. April 2018 folgte Beurskens einem Ruf auf eine W3-Professur an der Universität Passau.

## Veröffentlichungen (Auswahl)
- Lauterkeits- und Kartellrecht, München, C.H. Beck, 2022, 2. Auflage, ISBN 978-3-406-77715-8.
- Wertpapiererwerbs- und Übernahmegesetz, München, C.H. Beck, 2021, 2. Auflage, ISBN 978-3-406-62748-4.
- Privatrechtliche Selbsthilfe, Tübingen, Mohr Siebeck, 2017, ISBN 978-3-16-154425-5.
- Gesetz betreffend die Gesellschaften mit beschränkter Haftung (GmbHG), München, C.H. Beck, 2016, 21. Auflage, ISBN 978-3-406-69106-5; 2019, 22. Auflage, ISBN 978-3-406-74039-8; 2022, 23. Auflage, ISBN 978-3-406-77268-9; 2025, 24. Auflage, ISBN 978-3-406-80333-8.
- BGB II - Sachenrecht, Stuttgart, Kohlhammer, 2014, 2., neu bearb. und aktualisierte Auflage, ISBN 978-3-17-025316-2.
- Geistiges Eigentum und Wettbewerbsrecht. UWG, Kartellrecht, Gewerblicher Rechtsschutz, Markenrecht, Urheberrecht. C.H.Beck, München 2013, ISBN 978-3-406-64744-4 (Lehrbuch/Studienliteratur).
- BGB I - Vertragsrecht : Schuldrecht, allgemeiner und besonderer Teil, Stuttgart, Kohlhammer, 2010, ISBN 978-3-17-020940-4; 2. neu bearb. und aktualisierte Auflage, 2014, ISBN 978-3-17-025268-4.
- Gesellschaftsrecht, Stuttgart, Kohlhammer, 2010, 1. Auflage, ISBN 978-3-17-021279-4; 2. neu bearb. und aktualisierte Auflage, 2014, ISBN 978-3-17-025320-9.
- Haftung für enttäuschtes Aktionärsvertrauen (= Abhandlungen zum deutschen und europäischen Handels- und Wirtschaftsrecht. Band 171). Carl-Heymanns-Verlag, Köln/München 2008, ISBN 978-3-452-26929-4 (Zugl.: Düsseldorf, Univ., Diss., 2006).
- Grundriss Schuldrecht 2002, Köln, Heymann, 2002, ISBN 978-3-452-25226-5.